# August Sauer
August Sauer (Wiener Neustadt, 12 ottobre 1855 – Praga, 17 settembre 1926) è stato un germanista e storico della letteratura austriaco.

## Biografia
Studiò filologia e storia all'Università di Vienna come allievo di Franz Brentano, Ottokar Lorenz e Richard Heinzel. Nel 1877 ricevette il dottorato sotto la guida di Karl Tomaschek, poi proseguì gli studi a Berlino come allievo di Karl Müllenhoff e Wilhelm Scherer. Dal 1879 lavorò come istruttore e direttore del seminario di filologia tedesca presso l'Università di Lemberg, e nel 1883 diventò professore associato di lingua e letteratura tedesca presso l'Università di Graz. Nel 1886, succedette a Jakob Minor all'Università di Praga, dove nel 1892 divenne professore ordinario di lingua e letteratura tedesca. A Praga, servì come decano (1897/98) e rettore universitario (1907/08).

## Opere principali
- Studien zur Goethe-Philologie (con Jakob Minor, 1880).
- Ferdinand Raimund's sämmtliche Werke (con Karl Glossy; 3 volumi, 1881).
- Deutsche Litteraturdenkmale des 18. und 19. Jahrhunderts (con Bernhard Seuffert; multi-volume, 1881–1924).
- Wiener Neudrucke (11 volumi, 1883–86).
- Ewald von Kleist's Werke (3 volumi, 1883).
- Gedichte von Gottfried August Bürger (1884).
- Grillparzer's sämmtliche Werke (4ª ed., 16 volumi, 1887).
- Adalbert Stifters sämmtliche Werke (24 volumi, 1901–).
- Gesammelte Reden und Aufsätze zur Geschichte der Literatur in Österreich und Deutschland (1903).[2]